# Palazzo Panciatichi (Florenz)
Der Palazzo Panciatichi befindet sich in Florenz, in der Via Cavour 2, an der Ecke zur Via dei Pucci.

## Geschichte
Der Palast wurde 1445–1446 von Agnolo di Ghezzo Della Casa, dem Vorfahren des bekannteren Giovanni Della Casa (dem Autor des berühmten Galateo), erbaut und war wahrscheinlich vor dem Palazzo Medici Riccardi fertig (das Datum des Baubeginns des Palazzo Medici ist umstritten).
Er wurde von Clarice Capponi erworben und von ihr 1621 an die Familie Panciatichi aus Pistoia verschenkt. Im Jahr 1674 bat Kardinal Bandino Panciatichi den Architekten Carlo Rainaldi um ein Konzept für einen Umbau des Palastes, das jedoch nicht umgesetzt wurde. Stattdessen wurde zwanzig Jahre später ein Entwurf von Francesco Fontana (einem römischen Architekten, Sohn des berühmteren Carlo) und dem Florentiner Antonio Maria Ferri verwirklicht, der zwischen 1692 und 1697 abgeschlossen wurde. Zu Beginn des 18. Jahrhunderts ging der Palazzo an Niccolò Panciatichi, Neffe des Kardinals und Akademiker der Crusca, über, der die Bibliothek mit Hilfe des gelehrten und bibliophilen Abtes Anton Maria Biscioni erweiterte. Im Jahr 1740 ging der Palast an den jüngeren Bruder von Niccolò, Bandino, über, der 1741 für seinen jüngeren Bruder, den Malteserritter und Botschafter Giovanni Gualberto Panciatichi, eine neue Wohnung einrichten ließ. Bei dieser Gelegenheit wurden auch die beiden überdachten Loggien auf dem Dach des Palazzo errichtet. Mitte des 18. Jahrhunderts arbeitete hier der Quadraturist Vincenzo Torrigiani, der einen bisher unbekannten Raum mit Fresken „a sughi d'erbe“ ausmalte, einer damals sehr beliebten Verzierung, bei der die Farben von Wandteppichen mit Pflanzenfarben nachgeahmt wurden.
Bandino beauftragte auch den Architekten Giulio Mannaioni mit der Erweiterung des Palazzo in der Via Ricasoli zwischen 1742 und 1747, um neue Diensträume und Appartements zu schaffen, die an Adlige auf der Durchreise in Florenz vermietet wurden. Der große Saal des Befreiten Jerusalems mit seinen prächtigen Fresken wurde wahrscheinlich von Bandinos Sohn Niccolò, einem Botaniker und Akademiker der Georgofili, in Auftrag gegeben. Die Familie Panciatichi, die inzwischen mit den Ximenes von Aragon verwandt war, zog in der Mitte des 19. Jahrhunderts in den Palazzo Panciatichi-Ximenes ein und gab dem Palast mehr Repräsentations- als Wohnfunktion. In diesen Jahren wurde im Palazzo das Casino dei Risorti eröffnet, ein Treffpunkt der florentinischen Bürgertums.
Am 14. September 1910 verkaufte Marianna Panciatichi Ximenes den gesamten Palastkomplex an die Cattolica Assicurazioni, 1913 wurde er dann von der INA Assitalia übernommen, die noch heute Eigentümerin des Gebäudes ist.
In den 1960er Jahren wurde im zweiten Stock das Provinzialschulamt untergebracht, während 1976 der Regionalausschusses der Toskana hier und in anderen Gebäuden der Via Cavour, darunter dem angrenzenden Palazzo Capponi-Covoni, seinen Sitz nahm. Heute beherbergt er die regionale Kunstgalerie und gelegentlich Kunstausstellungen.

## Architektur und Dekoration

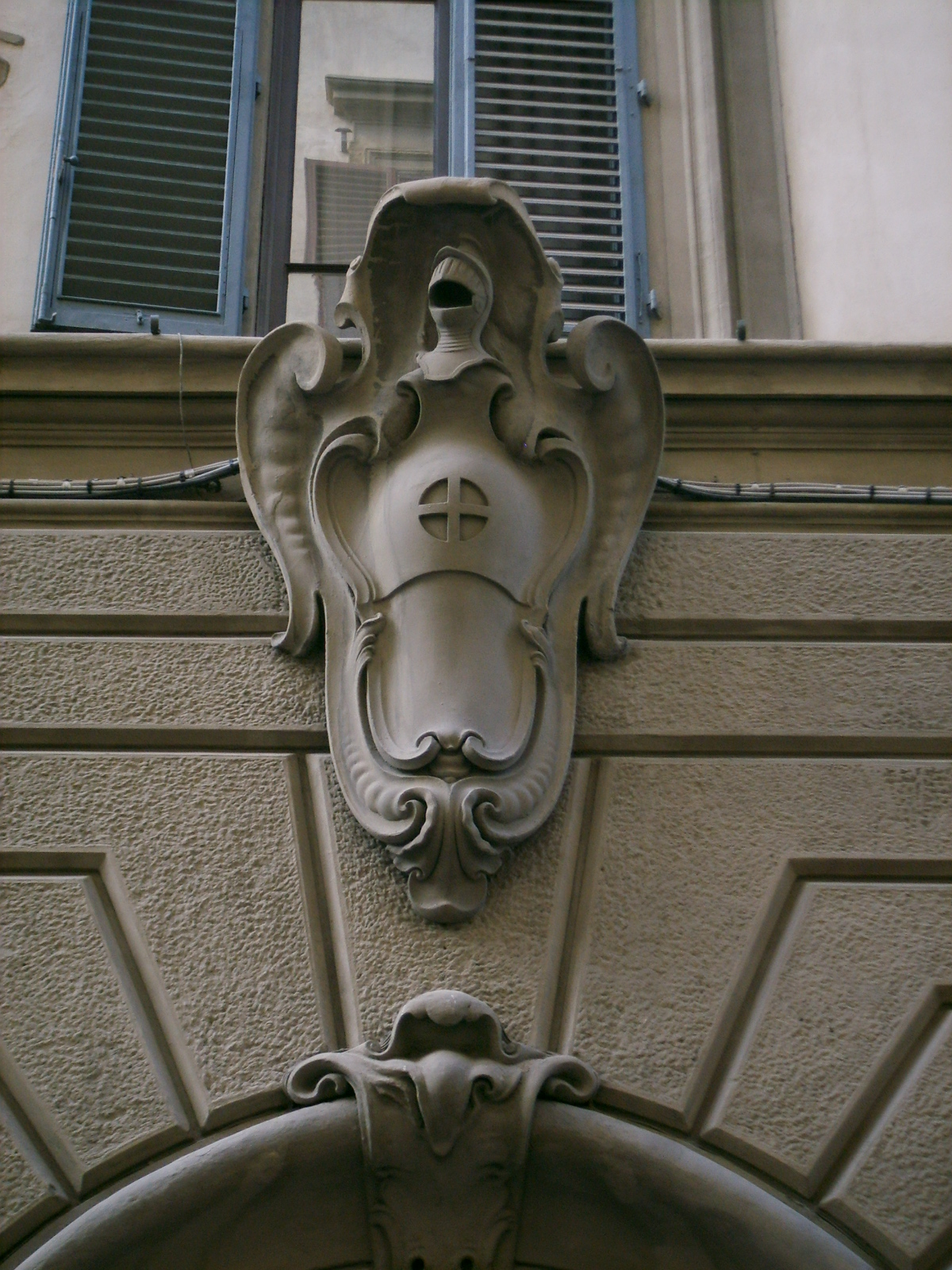
Wappen am Eingang in der Via Ricasoli

Die Hauptfassade des 1696 von Francesco Fontana errichteten Palastes liegt an der Via Cavour und besteht aus zwei Stockwerken mit gleich ausgerichteten Fenstern. Auf dem Piano nobile haben die Fenster steinerne Gesimse und Architrave, während das zentrale Portal zu einer Terrasse mit Balustrade auf Konsolen führt. Im zweiten Stockwerk sind die Fenster mit weniger komplexen Gesimsen versehen. Im Erdgeschoss gibt es ein Portal und einige einfachere rechteckige Fenster.
Die monumentale Treppe ist ebenfalls ein Werk von Fontana, der die Wände mit Zierleisten und ein Tonnengewölbe einfügte.
Besonders wertvoll ist die malerische Ausschmückung einiger Räume des Palazzo. Ein kleiner Saal im zweiten Stock, der einst zur Wohnung von Giovanni Gualberto Panciatichi gehörte, ist mit Fresken von Giovanni Domenico Ferretti, Vincenzo Meucci und Pietro Anderlini geschmückt, die die Apotheose des Herkules, die Allegorie des Hirtenlebens und den Sieg der Zeit über die Nachrede darstellen. Die illusionistische Dekoration wird durch Quadraturen an allen Wänden vervollständigt.
Nicht weit davon entfernt befindet sich der kleine Raum mit Gewölbe, der von Agostino Veracini mit dem Ruhm der Familie Panciatichi und den Wänden mit Trompe-l’œil-Architektur von Vincenzo Torrigiani dekoriert wurde. Die Portale wurden ebenfalls mit Gemälden von Giovan Domenico Ferretti und Pietro Anderlini verziert.
Ebenfalls im zweiten Stock befindet sich der große Saal mit Temperamalereien, die Szenen aus Das befreite Jerusalem darstellen und um 1780 von einem unbekannten Künstler gemalt wurden. Die Gemälde sind sehr groß und szenisch, weisen aber einige grobe Fehler auf, die auf die Arbeit eines Amateurs hindeuten, der sich an einer Aufgabe abgemüht hat, die seine Fähigkeiten überstieg, vielleicht Niccolò di Bandino Panciatichi selbst.
Weitere Werke, die im Palazzo zu sehen sind, sind die Sinopien eines Freskos im Tabernakel von Sant’Andrea a Rovezzano, das eine Madonna mit Kind und Heiligen darstellt und von Niccolò di Pietro Gerini stammt; zwei Sinopien von Propheten, die sich früher an der Porta San Niccolò befanden und aus dem Umkreis von Rossello di Iacopo Franchi stammen; die Flucht der Clelia des sienesischen Malers Francesco Rustici, der als Rustichino bekannt ist, und die Flucht des Aeneas aus Troja des Florentiners Giovan Battista Marmi.

## Der Tabernakel zwischen Via Cavour und Via dei Pucci

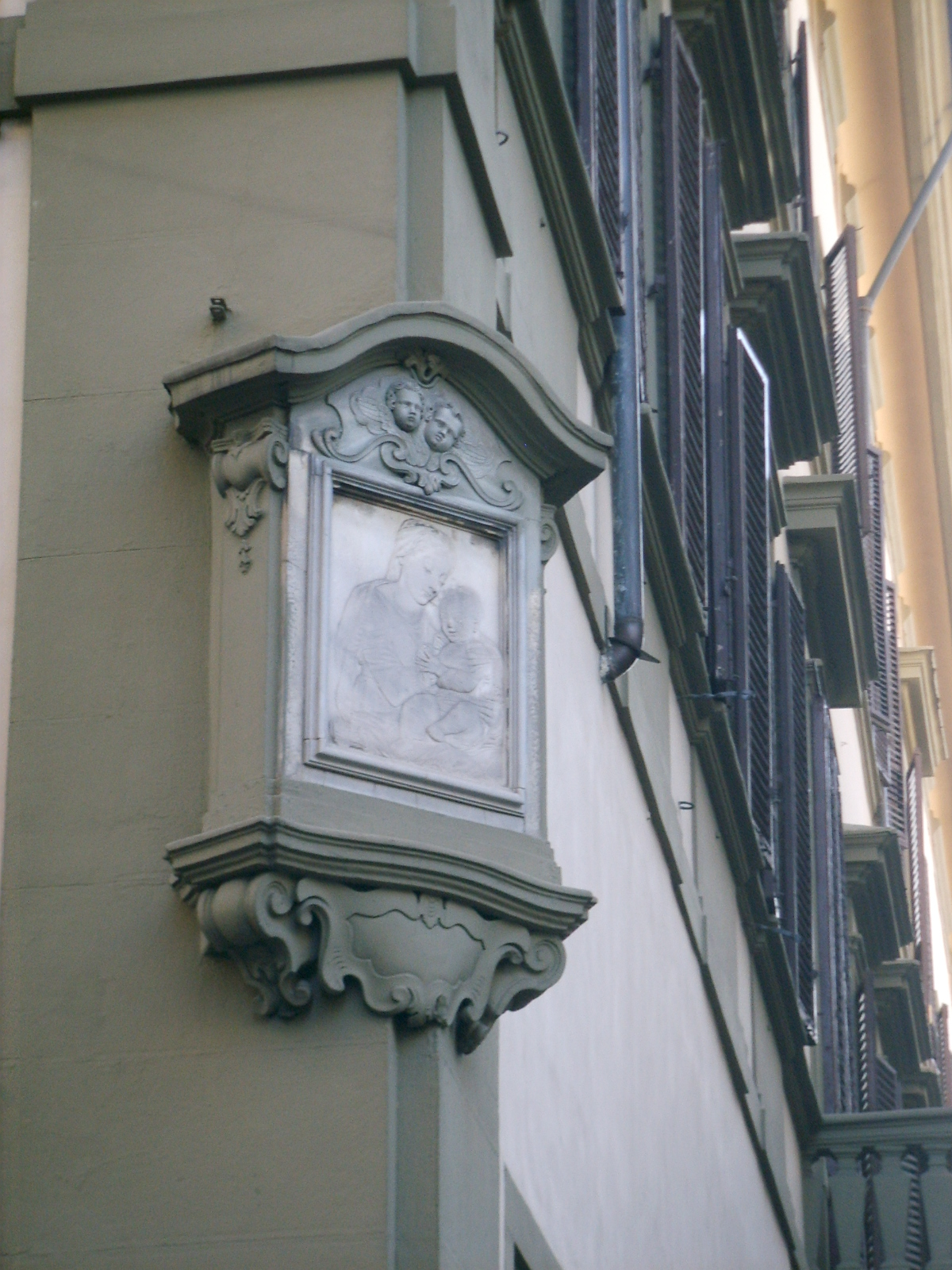
Der Tabernakel

Auf der rechten Seite, im ersten Stock des Gebäudes, befindet sich ein schöner Tabernakel aus Pietra Serena mit barockem Rahmen, dessen Tympanon mit zwei Cherubinköpfen verziert ist, und einem Kragstein, der von einer kunstvollen Kartusche begrenzt wird. In der kurzen, fast quadratischen Nische befindet sich die Kopie eines Marmorreliefs von Desiderio da Settignano, das die Madonna mit Kind darstellt: Das Original befindet sich seit 1921 im Nationalmuseum des Bargello. Die originalgetreue Zwei-Drittel-Figur ist sehr plastisch modelliert und zeigt dem Betrachter die sitzende Jungfrau mit dem lächelnden Jesuskind auf ihrem Schoß.

## Weitere Bilder

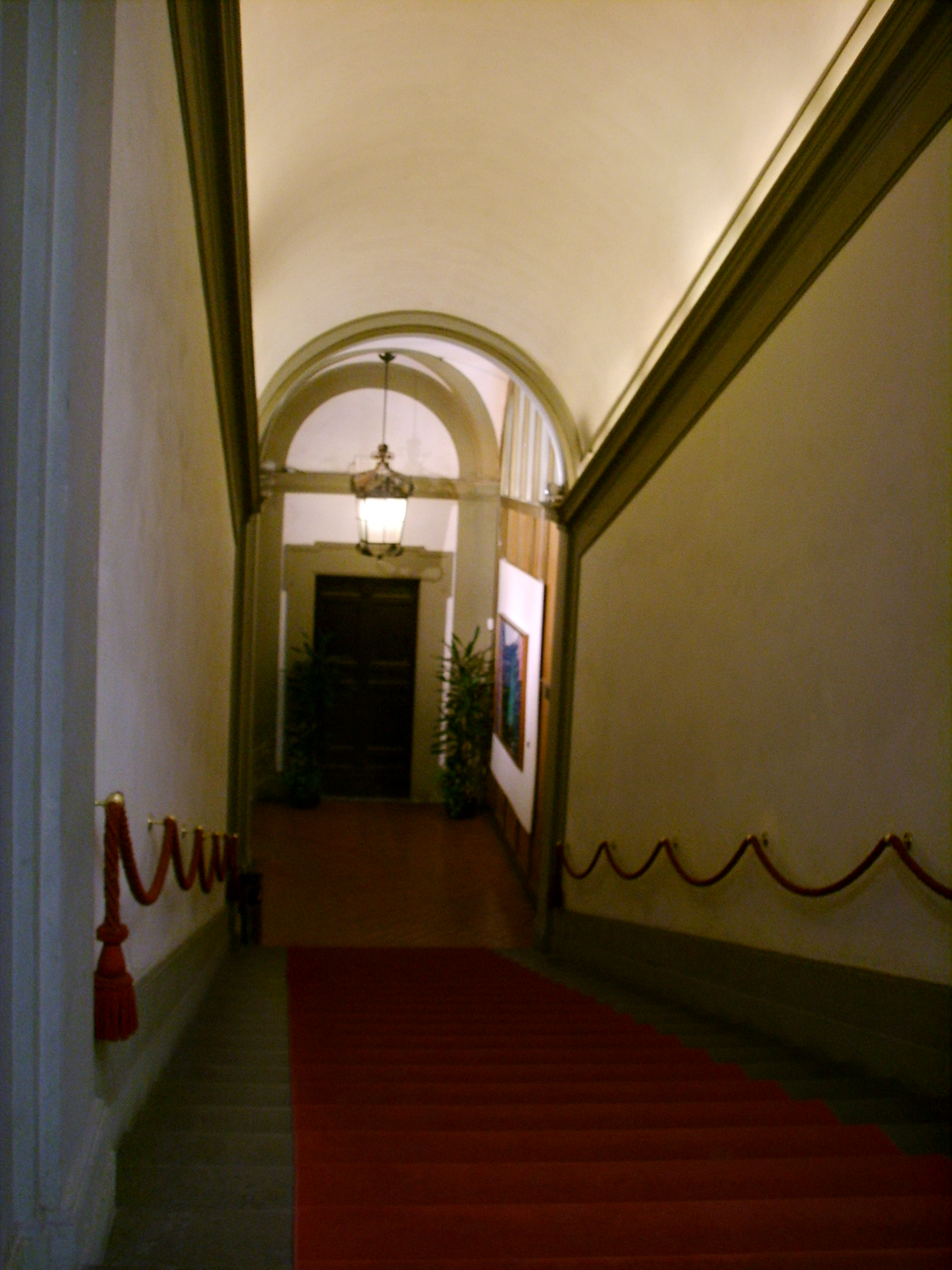
Der große Salon
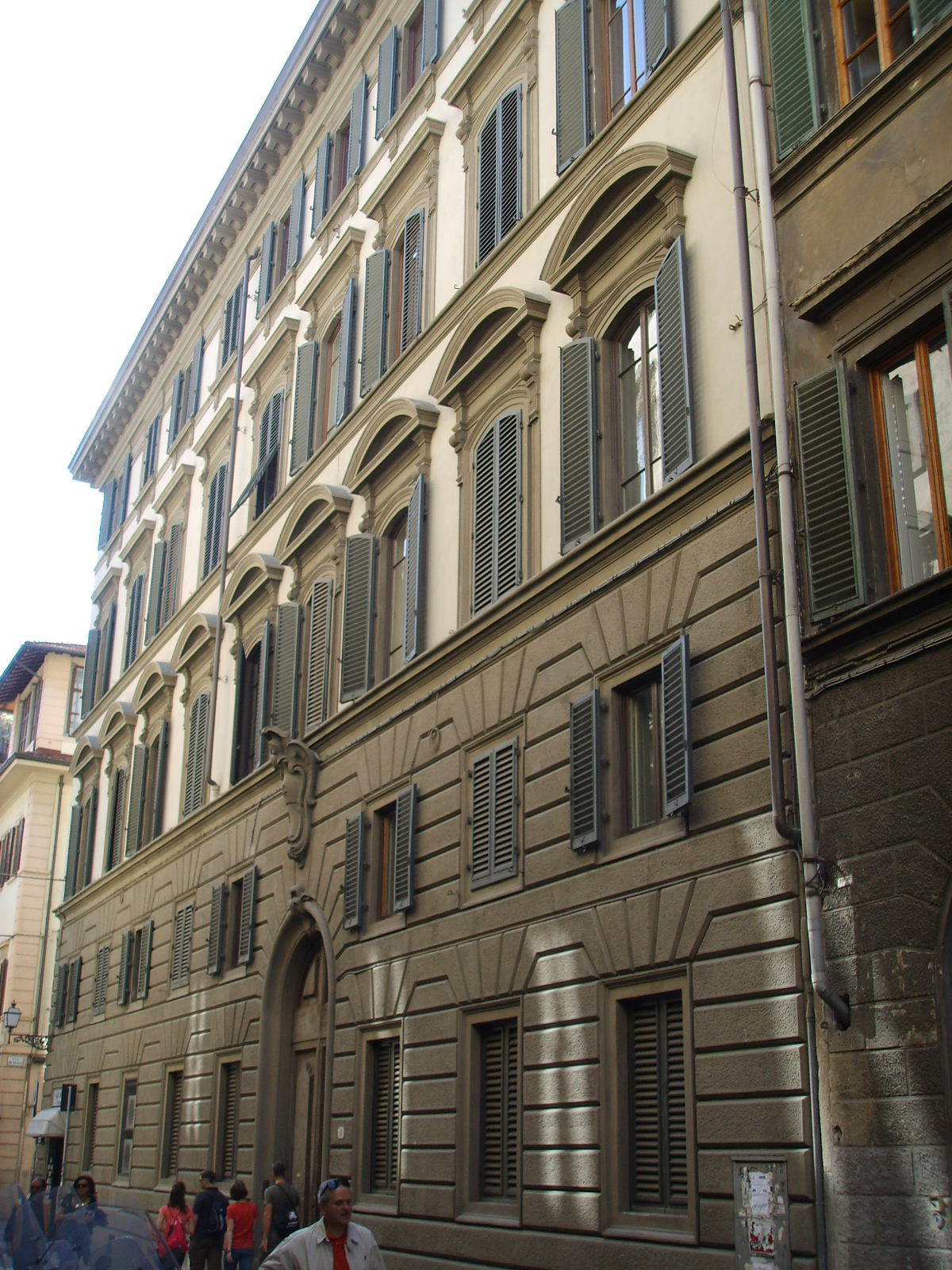
Fassade zur Via Ricasoli
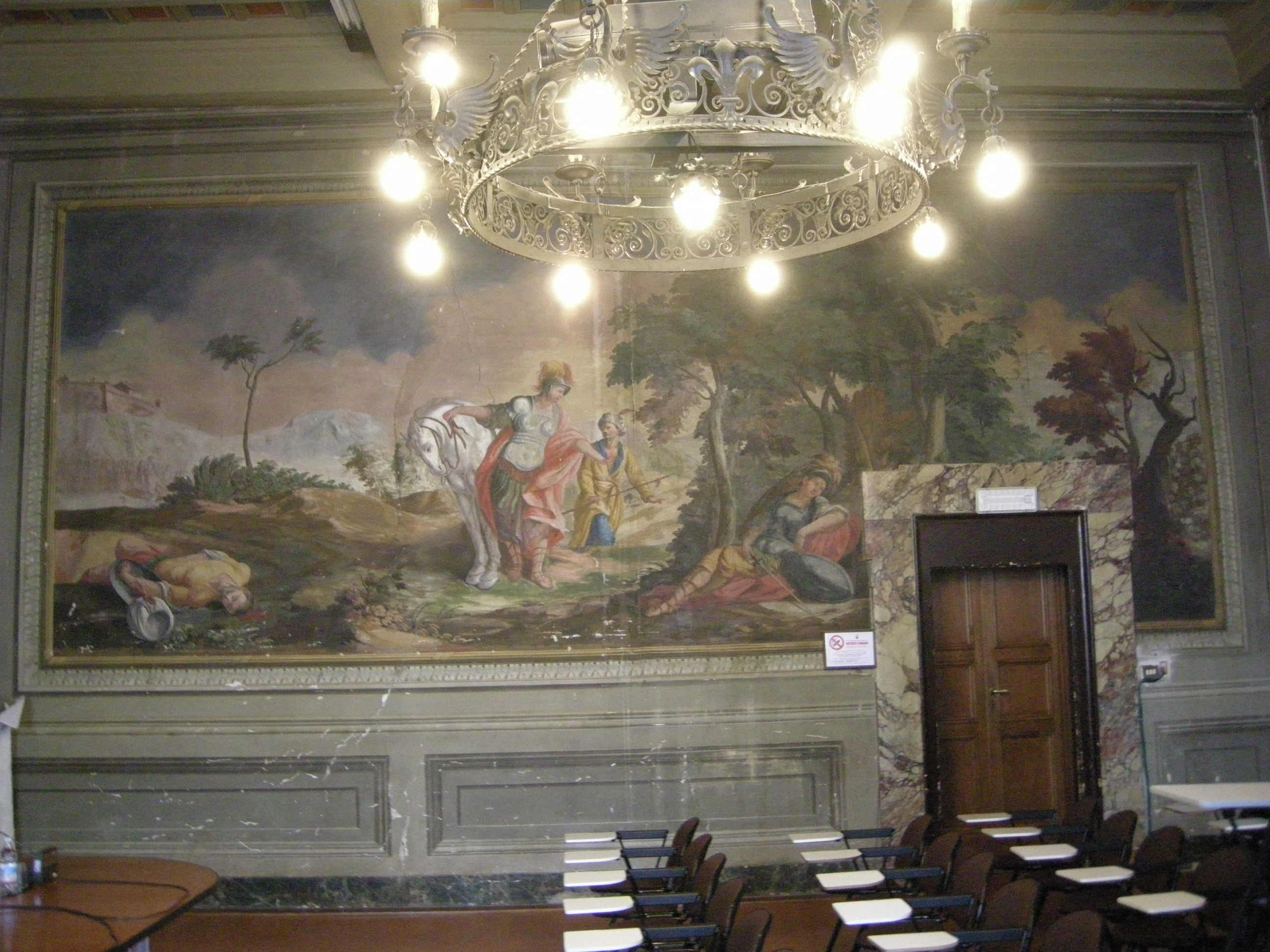
Saal des Befreiten Jerusalems